# Dzienzur
Dzienzur (ros. Дзензур) – wulkan złożony na półwyspie Kamczatka w Rosji.

## Geografia
Wulkan złożony, którego centralnym elementem jest Dzienzur (2285 m n.p.m.)  – silnie zerodowany stratowulkan plejstoceński położony wzdłuż grzbietu, rozciągającego się na północny zachód od wulkanu Żupanowskaja Sopka we wschodniej części półwyspu Kamczatka . Po jego północnej stronie wznosi się duży, również zerodowany stożek, a na południowym zachodzie, oddzielona wąską przełęczą, leży kopuła wulkanu Jurewskij . Wulkan uległ silnej erozji wskutek działalności lodowców .
Dzienzur leży w obrębie parku przyrody „Wulkany Kamczatki” (do 2010 roku na terenie parku przyrody „Nałyczewo”)  – a od 1996 roku znajduje się na obszarze, wpisanym na listę światowego dziedzictwa kulturowego UNESCO pod nazwą „Wulkany Kamczatki” .

## Aktywność
Po długim okresie spoczynku wulkan uaktywnił się w holocenie . Na wschód i na południowy wschód od wulkanu powstały rozległe pola lawowe . Aktywność fumarolowa w 1923 i 1957 roku.